# Лісовиці (Сілезьке воєводство)
Лісовиці (пол. Lisowice, нім. Lissowitz) — село в Польщі, у гміні Павонкув Люблінецького повіту Сілезького воєводства.
Населення — 1040 осіб (2011).

## Демографія
Демографічна структура станом на 31 березня 2011 року:
|          | Загалом | Допрацездатний вік | Працездатний вік | Постпрацездатний вік |
| -------- | ------- | ------------------ | ---------------- | -------------------- |
| Чоловіки | 527     | 106                | 361              | 60                   |
| Жінки    | 513     | 100                | 310              | 103                  |
| Разом    | 1040    | 206                | 671              | 163                  |